# Roger Coekelbergs
Roger Fernand Robert, baron Coekelbergs (Mons le 20 février 1921 - Woluwé-Saint-Lambert, 4 mars 2021) est un docteur en sciences (chimie et physique) et professeur belge, résistant et prisonnier politique.

## Biographie
Coekelbergs fit ses humanités gréco-latines au collège jésuite Saint-Stanislas à Mons (rhétorique 1938). En 1939, il entra à l’École royale militaire (85e promotion IC). En mai 1940, au cours de la Campagne des 18 jours, il fut fait prisonnier de guerre. En décembre de cette année il put regagner la Belgique. 
En janvier 1941, il s’inscrivit à l’Université catholique de Louvain en candidatures de chimie, physique et médecine. Après la guerre il poursuivit ses études à l’UCL, tout en étant répétiteur de chimie générale à l’École royale militaire. Il obtint la licence en sciences chimiques en 1947. En 1951, il fut promu docteur en sciences chimiques, avec la plus grande distinction. Il poursuivit ses études au cours d’un séjour au Danemark chez Niels Bohr, grâce aux bourses obtenues de la part du Fonds national de la recherche scientifique (FNRS) et de la Fondation Carlsberg.
Il fut nommé chargé de cours, ensuite professeur civil à l’École royale militaire. De 1977 à 1986, il fut doyen du corps professoral. Il fut admis à l’éméritat en 1986.
Il poursuivit ensuite une carrière active au sein d'associations issues de la Résistance. Il demeura en bonne santé physique et mentale, jusqu'à une chute malencontreuse quelques jours avant son centième anniversaire. Il fut soigné à l'hôpital Saint-Luc où il mourut quelques jours après cet anniversaire. Le service funèbre eut lieu en l'église Sainte Anne à Uccle.

## Recherche
En plus de ses activités académiques, les activités scientifiques de Coekelbergs se développèrent. 
En 1953, il fonda au sein de l’Ecole militaire, grâce à des subsides de l’Etat et des aides de l’Union Minière du Haut Katanga, un laboratoire de recherche en chimie nucléaire. Celui-ci se dédoublera plus tard en d’une part le Centre Nucléaire (CEN) à Mol et d’autre part la continuation des recherches au sein de l’Ecole Militaire, avec une évolution progressive vers la chimie-physique classique (catalyse).
En 1957, il devint délégué pour la Belgique dans une mission européenne d’information organisée par la Commission de l'Energie Atomique, sur les réacteurs de puissance. Il devint ensuite administrateur de la Société Belge de Chimie Nucléaire (Belchim).
En 1958, il devint président de l’Institut Interuniversitaire des Sciences Nucléaires (IISN) et délégué pour la Belgique auprès du siège à Genève.

## Résistance
Après son retour de captivité fin 1940, Coekelbergs devint membre actif du service de renseignements et d’action Luc-Marc. En août 1941, il fut la cheville ouvrière d’une manifestation anti-rexiste, ce qui lui valut une incarcération d’un mois au camp de concentration de Breendonk, au cours de laquelle il subît de mauvais traitements. 
Après sa libération, il reprit ses activités au sein du groupe Luc-Marc et fonda un de plus importants secteurs du réseau « Agent de Renseignement et d’Action » (ARA) en Hainaut. Avec l’aide d’un opérateur parachuté, un central de transmission radio assurait la liaison directe avec les services de renseignement à Londres. Il reçut le titre de capitaine ARA.
À la Libération, il rejoignit l’armée américaine et fit avec elle la campagne d’Allemagne. Il fut ensuite rappelé à la Quatrième brigade d’infanterie reconstituée.
Il continua plus tard à s’intéresser à ce qui devint le Mémorial National de Breendonk, dont il devint le président (2000-2011), période au cours de laquelle il présida à la rénovation du Musée-Mémorial. Il fut aussi le président national de la Royale Union des Services de renseignement et d’action (RUSRA).

## Vie personnelle
En 1944, il épousa Lucy Letocart (1917-1994).
En 2005, il fut promu Grand-officier dans l’Ordre de Léopold. 
En 2013, il obtint une concession de noblesse héréditaire et du titre personnel de baron, accordée par le Roi Albert II. Sa devise était "Innovation et respect de l'autre" . 
Il avait également obtenu les distinctions honorifiques suivantes : Grand-Officier de l'Ordre de Léopold II et Commandeur de l'Ordre de la Couronne.  
Depuis 2016, il était marié en secondes noces avec sa compagne de longue date, Thérèse-Marie (Esther) Van den Abeele, veuve du fonctionnaire européen Piere-Noël Lemerle (1927-1997) et sœur du baron Andries Van den Abeele.

## Publications
- Au nom des victimes et des anciens, in: Auffanglager, Willebroek (voir ci-après).
- Retour vers le futur, in : Livre-mémorial (voir ci-après).
- Introduction, in : Les sept de Mons (voir ci-après).
- Les Services de Renseignement et d'Action, un extraordinaire exemple de citoyenneté sur le site de la Royale Union des Services de Renseignement et d'Action.

## Littérature
- (nl) Breendonk, het begin…, Bruxelles, SOMA, 1997.
- F. Strubbe, Services secrets belges, 1940-1945, Gand, 1997.
- Simon Jacob, Les sept de Mons, Bruxelles/Willebroek, 2005.
- Emmanuel Debruyne, La guerre secrète des espions belges, 1940-1944, Bruxelles, Racine, 2008.
- Mark VAN DEN WIJNGAERT e.a., Auffanglager Breendonk 1940-44. Les prisonniers de Breendonk, livre-mémorial, Mémorial national du Fort de  Breendonk, Willebroek, 2012.
- Parcours de chimiste, in : Association des chimistes de l’UCL, 2014.
- Roger COEKELBERGS e.a., Livre-mémorial agents de renseignement et d’action,  Anvers/Apeldoorn, 2015.
- Renaat VANDECASTEELE, Overzicht van de inlichtings- en actiediensten, in : Livre-Mémorial (ci-dessus).
- Bertrand MAUS DE ROLLEY e.a., État présent de la noblesse belgen Annuaire 2019, Bruxelles, 2019, p. 257.
- Christian Laporte, « Décès de Roger Coekelbergs, figure du renseignement et de Breendonk », La Libre,‎ 8 mars 2021
- (nl) Filip Rogier, « Roger Coekelbergs, verzetsheld. De bijna laatste getuige van Breendonk », De Standaard,‎ 8 mars 2021.